# Partielle Ableitung
In der Differentialrechnung ist eine partielle Ableitung die Ableitung einer Funktion mit mehreren Argumenten nach einem dieser Argumente (in Richtung dieser Koordinatenachse). Die Werte der übrigen Argumente werden also konstant gehalten.
Mithilfe der partiellen Ableitung lässt sich das Änderungsverhalten von Funktionen untersuchen, die von mehreren Variablen abhängen. So gibt die partielle Ableitung die Änderungsrate der Funktion an, wenn sich nur eine Variable ändert. Darüber hinaus sind sie ein wesentlicher Bestandteil der Vektoranalysis. Sie bilden die Komponenten des Gradienten, des Laplace-Operators, der Divergenz und der Rotation in Skalar- und Vektorfeldern.

## Definitionen

### Partielle Ableitung in einem Punkt
Sei {\displaystyle U} eine offene Teilmenge des euklidischen Raums {\displaystyle \mathbb {R} ^{n}} und {\displaystyle f\colon U\rightarrow \mathbb {R} } eine Funktion. Sei weiterhin ein Element {\displaystyle a=(a_{1},\dotsc ,a_{n})} in {\displaystyle U}. Falls für die natürliche Zahl {\displaystyle 1\leq i\leq n} der Grenzwert
{\displaystyle {\frac {\partial f}{\partial x_{i}}}(a):=\lim _{h\to 0}{\frac {f(a_{1},\dotsc ,a_{i}+h,\dotsc ,a_{n})-f(a_{1},\dotsc ,a_{i},\dotsc ,a_{n})}{h}}}
existiert, dann nennt man ihn die partielle Ableitung von {\displaystyle f} nach {\displaystyle x_{i}} in {\displaystyle a} (auch: die i-te partielle Ableitung von {\displaystyle f} in a). Die Funktion {\displaystyle f} heißt dann im Punkt {\displaystyle a} partiell nach {\displaystyle x_{i}} differenzierbar. Mithilfe der Standardbasisvektoren {\displaystyle e_{i}} des {\displaystyle \mathbb {R} ^{n}} lässt sich dieser Grenzwert kompakt schreiben als
{\displaystyle {\frac {\partial f}{\partial x_{i}}}(a)=\lim _{h\to 0}{\frac {f(a+he_{i})-f(a)}{h}}}.
Alternative Schreibweisen für die partielle Ableitung in einem Punkt {\displaystyle a} nach {\displaystyle x_{i}} sind {\displaystyle \left.{\frac {\partial f}{\partial x_{i}}}\right|_{x=a}}und {\displaystyle \left.{\frac {\partial f}{\partial x_{i}}}\right|_{a}}.
Ist {\displaystyle f} im Punkt {\displaystyle a} nach allen Variablen {\displaystyle x_{1},\ldots ,x_{n}} differenzierbar, so heißt {\displaystyle f} partiell differenzierbar im Punkt {\displaystyle a}.
Das Symbol ∂ wird als {\displaystyle d} oder zur Unterscheidung auch del ausgesprochen. Die Schreibweise {\displaystyle {\tfrac {\partial f}{\partial x_{i}}}} wurde durch Verwendung von C. G. J. Jacobi bekannt.

### Partielle Ableitung
Ist {\displaystyle f} in allen Punkten des Definitionsbereichs partiell nach einer Variablen {\displaystyle x_{i}} differenzierbar, so heißt {\displaystyle f} partiell nach {\displaystyle x_{i}} differenzierbar. In diesem Fall definiert die Zuordnungsvorschrift
{\displaystyle x\mapsto {\frac {\partial f}{\partial x_{i}}}(x)}
eine neue Funktion auf {\displaystyle U}, die partielle Ableitung von {\displaystyle f} nach {\displaystyle x_{i}}. Hierfür gibt es in der Literatur vielfältige Notationen wie
{\displaystyle {\tfrac {\partial f}{\partial x_{i}}},{\tfrac {\partial }{\partial x_{i}}}f,f_{x_{i}},f_{i},\partial _{x_{i}}f,\partial _{i}f,D_{x_{i}}f} oder {\displaystyle D_{i}f}.
Entsprechend kennzeichnet man auch die partielle Ableitung in einem Punkt {\displaystyle a} mithilfe dieser Symbole als {\displaystyle f_{x_{i}}(a)} etc. Das Bilden der partiellen Ableitung nach einer Variablen heißt partielles Differenzieren.
Die Funktion {\displaystyle f} heißt partiell differenzierbar, wenn sie nach allen Variablen partiell differenzierbar ist, d. h. wenn alle {\displaystyle n} partiellen Ableitungen existieren. Sind diese zudem alle stetig, so heißt {\displaystyle f} stetig partiell differenzierbar.

### Partielle Ableitungen höhere Ordnung
Die partiellen Ableitungen sind Funktionen der unabhängigen Variablen von {\displaystyle f} und können ggf. wiederum partiell differenziert werden. Man erhält so die partiellen Ableitungen 2. Ordnung. Dabei werden zwei Fälle unterschieden: Das wiederholte Ableiten kann nach der gleichen Variablen wie bei der partiellen Ableitung vorgenommen werden,
{\displaystyle {\frac {\partial ^{2}f}{\partial x_{i}^{2}}}={\frac {\partial }{\partial x_{i}}}\left({\frac {\partial f}{\partial x_{i}}}\right)},
oder nach einer der anderen Variablen,
{\displaystyle {\frac {\partial ^{2}f}{\partial x_{j}\partial x_{i}}}={\frac {\partial }{\partial x_{j}}}\left({\frac {\partial f}{\partial x_{i}}}\right)}.
Die auf die zweite Art gebildeten partiellen Ableitungen nennt man auch gemischte partielle Ableitungen (2. Ordnung). Für die partiellen Ableitungen zweiter Ordnung schreibt man auch {\displaystyle f_{x_{j}x_{i}},\partial _{x_{j}}\partial _{x_{i}}f,\partial _{j}\partial _{i}f,\partial _{x_{j}x_{i}}^{2}f,D_{x_{j}}D_{x_{i}}f,D_{x_{j}x_{i}}^{2}f,D_{j}D_{i}f}; dabei gibt die Reihenfolge der Indizes von rechts nach links die Reihenfolge an, in der die partiellen Ableitungen gebildet werden. Speziell für  {\displaystyle i=j}  sind die abkürzenden Schreibweise {\displaystyle \partial _{x_{i}}^{2}f,D_{x_{i}}^{2}f} gebräuchlich.
Fährt man auf diese Weise fort, so erhält man partielle Ableitungen 3. Ordnung, 4. Ordnung etc. Die Ableitungen ab 2. Ordnung nennt man allgemein partielle Ableitungen höherer Ordnung oder höhere partielle Ableitungen. Allgemein notiert man eine partielle Ableitung höherer Ordnung, indem man mithilfe der oben beschriebenen Symbolik angibt, nach welchen Variablen in welcher Reihenfolge abgeleitet wird, wobei die Reihenfolge der Ableitungen von rechts nach links notiert wird. Zum Beispiel wird für eine Funktion {\displaystyle f(x_{1},x_{2},x_{3})} mit
{\displaystyle {\frac {\partial ^{3}f}{\partial x_{1}\partial x_{2}\partial x_{1}}}=\partial _{x_{1}}\partial _{x_{2}}\partial _{x_{1}}f=\partial _{x_{1}x_{2}x_{1}}^{3}f=f_{x_{1}x_{2}x_{1}}}
die partielle Ableitung 3. Ordnung bezeichnet, die man erhält, wenn zunächst nach {\displaystyle x_{1}}, dann nach {\displaystyle x_{2}} und zuletzt wieder nach {\displaystyle x_{1}} abgeleitet wird. Kommt es hierbei nicht auf die Reihenfolge an, in der die Ableitungen gebildet werden, d. h. liefern verschiedene Reihenfolgen dieselbe (Ableitungs-)Funktion (siehe Satz von Schwarz), so fasst man häufig die partiellen Ableitungen nach gleichen Variablen zusammen und schreibt man hierfür
{\displaystyle {\frac {\partial ^{3}f}{\partial x_{2}\partial x_{1}^{2}}}=\partial _{x_{2}}\partial _{x_{1}}^{2}f}.
Allgemein lässt sich (unter den Voraussetzungen des Schwarzschen Satzes) auf diese Weise die partielle Ableitung höherer Ordnung, die man durch {\displaystyle k_{1}}-maliges Ableiten nach {\displaystyle x_{1}}, {\displaystyle k_{2}}-maliges Ableiten nach {\displaystyle x_{2}} etc. erhält, unzweideutig schreiben als
{\displaystyle {\frac {\partial ^{k_{1}+k_{2}+\ldots +k_{n}}f}{\partial x_{n}^{k_{n}}\ldots \partial x_{2}^{k_{2}}\partial x_{1}^{2}}}=\partial _{x_{n}}^{k_{n}}\ldots \partial _{x_{2}}^{k_{2}}\partial _{x_{1}}^{k_{1}}f}.

## Geometrische Deutung
In einem dreidimensionalen Koordinatensystem wird der Funktionsgraph einer Funktion {\displaystyle f\colon U\rightarrow \mathbb {R} } betrachtet. Der Definitionsbereich {\displaystyle U} sei eine offene Teilmenge der xy-Ebene. Ist {\displaystyle f} differenzierbar, dann ist der Graph der Funktion eine Fläche {\displaystyle f(x,y)} über dem Definitionsbereich {\displaystyle U}.
Für einen festen Wert von {\displaystyle y_{0}} ist dann {\displaystyle z=f(x,y_{0})} eine Funktion der einen unabhängigen Variable {\displaystyle x}. Ihr Graph ist die Schnittkurve der Fläche {\displaystyle f(x,y)} mit der Ebene {\displaystyle y=y_{0}} senkrecht zur {\displaystyle y}-Achse. Die partielle Ableitung von {\displaystyle f} nach {\displaystyle x} an der Stelle {\displaystyle x_{0}} entspricht unter diesen Voraussetzungen der Steigung der Tangente an diese Kurve im Punkt {\displaystyle (x_{0},y_{0},f(x_{0},y_{0}))}. Sie gibt somit die Steigung der Fläche in der Richtung der {\displaystyle x}-Achse im Punkt {\displaystyle (x_{0},y_{0},f(x_{0},y_{0}))}an.

## Sätze und Eigenschaften

### Ableitungsregeln
Da die partielle Ableitung nach einer Variablen der gewöhnlichen Ableitung bei festgehaltenen Werten aller anderen Variablen entspricht, übertragen sich die Ableitungsregeln für die gewöhnliche Ableitung auf partielle Ableitungen. Sind {\displaystyle f,g\colon U\to \mathbb {R} } partiell nach {\displaystyle x_{i}} differenzierbar und {\displaystyle h\colon \mathbb {R} \to \mathbb {R} } differenzierbar, so gilt also:
| Funktion                                          | partielle Ableitung nach {\displaystyle x_{i}}                                                                                          | Name            |
| ------------------------------------------------- | --- | --------------- |
| {\displaystyle f(x)+g(x)}                         | {\displaystyle {\frac {\partial f}{\partial x_{i}}}(x)+{\frac {\partial g}{\partial x_{i}}}(x)}                                         | Summenregel     |
| {\displaystyle k\cdot f(x),\,k\in \mathbb {R} }   | {\displaystyle k\cdot {\frac {\partial f}{\partial x_{i}}}(x)}                                                                          | Faktorregel     |
| {\displaystyle f(x)\cdot g(x)}                    | {\displaystyle {\frac {\partial f}{\partial x_{i}}}(x)\cdot g(x)+f(x)\cdot {\frac {\partial g}{\partial x_{i}}}(x)}                     | Produktregel    |
| {\displaystyle {\frac {f(x)}{g(x)}},\,g(x)\neq 0} | {\displaystyle {\frac {{\frac {\partial f}{\partial x_{i}}}(x)\cdot g(x)-f(x)\cdot {\frac {\partial g}{\partial x_{i}}}(x)}{g(x)^{2}}}} | Quotientenregel |
| {\displaystyle (h\circ f)(x)}                     | {\displaystyle h'(f(x))\cdot {\frac {\partial f}{\partial x_{i}}}(x)}                                                                   | Kettenregel     |

### Zusammenhang Ableitung, partielle Ableitung, Stetigkeit
Für eine auf einer offenen Menge {\displaystyle U\subseteq \mathbb {R} ^{n}}  definierte Funktion {\displaystyle f\colon U\to \mathbb {R} } gilt:
- Ist {\displaystyle f} in {\displaystyle a\in U} total differenzierbar, so ist {\displaystyle f} in {\displaystyle a} stetig.[7]
- Ist {\displaystyle f} in {\displaystyle a\in U} total differenzierbar, so ist {\displaystyle f} in {\displaystyle a} (nach allen Richtungen) partiell differenzierbar.[7]
- Ist {\displaystyle f} in {\displaystyle a\in U} partiell differenzierbar, so ist {\displaystyle f} in {\displaystyle a} nicht notwendigerweise stetig und damit auch nicht notwendigerweise total differenzierbar.
- Ist {\displaystyle f} partiell differenzierbar und sind alle partiellen Ableitungen im Punkt {\displaystyle a} stetig, so ist {\displaystyle f} in {\displaystyle a} total differenzierbar.[8]

### Satz von Schwarz
- Es gilt der Satz von Schwarz: Wenn die zweiten partiellen Ableitungen stetig sind, so kann man die Reihenfolge der Ableitung vertauschen, d. h es gilt
{\displaystyle {\frac {\partial ^{2}f}{\partial x_{j}\partial x_{i}}}={\frac {\partial ^{2}f}{\partial x_{i}\partial x_{j}}}\,.}

## Beispiele

### Beispiel 1

Der Graph von ist ein Paraboloid (Animation: GIF-Export Geogebra)

Als Beispiel wird die Funktion {\displaystyle f\colon \mathbb {R} ^{2}\rightarrow \mathbb {R} } mit {\displaystyle f(x,y):=x^{2}+y^{2}-2} betrachtet, die von den beiden Variablen {\displaystyle x} und {\displaystyle y} abhängt.
Betrachtet man {\displaystyle y} als eine Konstante, z. B. {\displaystyle y=3}, so hängt die Funktion {\displaystyle g\colon \mathbb {R} \rightarrow \mathbb {R} } mit {\displaystyle g(x)=f(x,3)} nur noch von der Variablen {\displaystyle x} ab:
{\displaystyle f(x,3)=x^{2}+7}
Für die neue Funktion gilt folglich {\displaystyle g(x)=x^{2}+7} und man kann den Differenzialquotienten bilden:
{\displaystyle {\frac {\mathrm {d} g(x)}{\mathrm {d} x}}=\lim _{h\to 0}{\frac {g(x+h)-g(x)}{h}}=g'(x)=2x}.
Das gleiche Ergebnis erhält man, wenn man die partielle Ableitung der Funktion {\displaystyle f} nach {\displaystyle x} bildet:
{\displaystyle {\frac {\partial f(x,y)}{\partial x}}=\lim _{h\to 0}{\frac {f(x+h,y)-f(x,y)}{h}}=\lim _{h\to 0}{\frac {(x+h)^{2}+y^{2}-2-x^{2}-y^{2}+2}{h}}=2x}.
Die partielle Ableitung von {\displaystyle f} nach {\displaystyle y} lautet entsprechend
{\displaystyle {\frac {\partial f(x,y)}{\partial y}}=\lim _{h\to 0}{\frac {f(x,y+h)-f(x,y)}{h}}=\lim _{h\to 0}{\frac {x^{2}+(y+h)^{2}-2-x^{2}-y^{2}+2}{h}}=2y}.
Dieses Beispiel demonstriert, wie die partielle Ableitung einer Funktion bestimmt wird, die von mehreren Variablen abhängt:
Bis auf eine Variable werden alle anderen Variablen als konstant angenommen, bezüglich dieser einen Variablen wird der Differenzialquotient bestimmt. Als Ergebnis erhält man die partielle Ableitung der Funktion nach dieser einen Variablen.

### Beispiel 2

Funktionsplot mit Geogebra

Die partiellen Ableitungen der Funktion
{\displaystyle f(x,y)=\cos(x)+\sin(y)}
sind gegeben durch
{\displaystyle {\frac {\partial f(x,y)}{\partial x}}=-\sin(x)}   und
{\displaystyle {\frac {\partial f(x,y)}{\partial y}}=\cos(y)}.

### Beispiel 3
Für die Funktion
{\displaystyle f(x,y)=x^{2}\sin(xy)}
folgt mit der Produkt- und der Kettenregel (siehe oben)
{\displaystyle {\frac {\partial f(x,y)}{\partial x}}=2x\sin(xy)+x^{2}y\cos(xy)}   und
{\displaystyle {\frac {\partial f(x,y)}{\partial y}}=x^{3}\cos(xy)}.

## Anwendungen
- Die ersten partiellen Ableitungen lassen sich in einem Vektor zusammenfassen, dem Gradienten von {\displaystyle f}:

{\displaystyle {\text{grad}}\,f=\nabla f:=\left({\frac {\partial f}{\partial x_{1}}},\ldots ,{\frac {\partial f}{\partial x_{n}}}\right)^{T}}.
Hierbei ist {\displaystyle \nabla } der Nabla-Operator.
- Die zweiten partiellen Ableitungen lassen sich in einer Matrix zusammenfassen, der Hesse-Matrix
{\displaystyle \operatorname {H} _{f}=\left({\frac {\partial ^{2}f}{\partial x_{i}\partial x_{j}}}\right)={\begin{pmatrix}{\frac {\partial ^{2}f}{\partial x_{1}\partial x_{1}}}&\dots &{\frac {\partial ^{2}f}{\partial x_{1}\partial x_{n}}}\\\vdots &\ddots &\vdots \\{\frac {\partial ^{2}f}{\partial x_{n}\partial x_{1}}}&\dots &{\frac {\partial ^{2}f}{\partial x_{n}\partial x_{n}}}\end{pmatrix}}}.
- Es gilt die Taylorformel: Wenn die Funktion {\displaystyle f\colon U\to \mathbb {R} } {\displaystyle k}-mal stetig partiell differenzierbar ist, so lässt sie sich in der Nähe jedes Punktes {\displaystyle a=(a_{1},\dots ,a_{n})\in U} durch ihre Taylor-Polynome approximieren:

{\displaystyle f(a+h)=\sum _{s=0}^{k}\,\sum _{j_{1}+\dots +j_{n}=s}{\frac {1}{j_{1}!\cdots j_{n}!}}\,{\frac {\partial ^{s}f}{\partial x_{1}^{j_{1}}\cdots \partial x_{n}^{j_{n}}}}(a)\,h_{1}^{j_{1}}\cdots h_{n}^{j_{n}}+r(a,h)}
mit {\displaystyle h=(h_{1},\dots ,h_{n})}, wobei das Restglied {\displaystyle r(a,h)} für {\displaystyle |h|\to 0} von höherer als {\displaystyle k}-ter Ordnung verschwindet, das heißt:
{\displaystyle \lim _{|h|\to 0}{\frac {|r(a,h)|}{|h|^{k}}}=0.}
Die Terme zu gegebenem {\displaystyle k} ergeben die Taylorapproximation {\displaystyle k}-ter Ordnung.
- Einfache Extremwertprobleme findet man in der Analysis bei der Berechnung von Maxima und Minima einer Funktion einer reellen Variablen (vgl. hierzu den Artikel über Differentialrechnung). Die Verallgemeinerung des Differentialquotienten auf Funktionen mehrerer Variablen (Veränderlichen, Parameter) ermöglicht die Bestimmung ihrer Extremwerte, und für die Berechnung werden partielle Ableitungen benötigt.

- In der Differentialgeometrie benötigt man partielle Ableitungen zur Bestimmung eines totalen Differentials. Anwendungen für totale Differentiale findet man in großem Maße in der Thermodynamik.

### Partielle und totale Ableitung nach der Zeit
In der Physik (vor allem in der theoretischen Mechanik) tritt häufig die folgende Situation auf: Eine Größe hängt durch eine total differenzierbare Funktion {\displaystyle f} von den Ortskoordinaten {\displaystyle x}, {\displaystyle y}, {\displaystyle z} und von der Zeit {\displaystyle t} ab. Man kann also die partiellen Ableitungen {\displaystyle {\tfrac {\partial f}{\partial x}}}, {\displaystyle {\tfrac {\partial f}{\partial y}}}, {\displaystyle {\tfrac {\partial f}{\partial z}}} und {\displaystyle {\tfrac {\partial f}{\partial t}}} bilden. Die Koordinaten eines sich bewegenden Punktes sind durch die Funktionen {\displaystyle x(t)}, {\displaystyle y(t)} und {\displaystyle z(t)} gegeben.
Die zeitliche Entwicklung des Werts der Größe am jeweiligen Bahnpunkt wird dann durch die verkettete Funktion
{\displaystyle t\mapsto f(x(t),y(t),z(t),t)}
beschrieben.
Diese Funktion hängt nur von einer Variablen, der Zeit {\displaystyle t}, ab. Man kann also die gewöhnliche Ableitung bilden.
Diese nennt man die totale oder vollständige Ableitung von {\displaystyle f} nach der Zeit {\displaystyle t} und schreibt dafür auch kurz {\displaystyle {\tfrac {\mathrm {d} f}{\mathrm {d} t}}}. Sie berechnet sich nach der mehrdimensionalen Kettenregel wie folgt:
{\displaystyle {\frac {\mathrm {d} f}{\mathrm {d} t}}={\frac {\mathrm {d} }{\mathrm {d} t}}f(x(t),y(t),z(t),t)={\frac {\partial f}{\partial x}}{\frac {\mathrm {d} x}{\mathrm {d} t}}+{\frac {\partial f}{\partial y}}{\frac {\mathrm {d} y}{\mathrm {d} t}}+{\frac {\partial f}{\partial z}}{\frac {\mathrm {d} z}{\mathrm {d} t}}+{\frac {\partial f}{\partial t}}}
Während bei der partiellen Ableitung {\displaystyle {\tfrac {\partial f}{\partial t}}} nach der Zeit nur die explizite Abhängigkeit der Funktion {\displaystyle f} von {\displaystyle t} berücksichtigt wird und alle anderen Variablen konstant gehalten werden, berücksichtigt die totale Ableitung {\displaystyle {\tfrac {\mathrm {d} f}{\mathrm {d} t}}} auch die indirekte (oder implizite) Abhängigkeit von {\displaystyle t}, die dadurch zustande kommt, dass längs der Bahnbewegung die Ortskoordinaten von der Zeit abhängen.
(Indem man also die implizite Zeitabhängigkeit mitberücksichtigt, redet man im Jargon der Physik auch von „substantieller“ Zeitableitung, bzw. im Jargon der Strömungsmechanik von der Euler-Ableitung im Gegensatz zur Lagrange-Ableitung.)
→ Für eine ausführlichere Darstellung siehe totales Differential

## Verallgemeinerungen

### Richtungsableitung
Eine Verallgemeinerung der partiellen Ableitung stellt die Richtungsableitung dar. Dabei wird die Ableitung in Richtung eines beliebigen Vektors betrachtet und nicht nur in Richtung der Koordinatenachsen. Formal handelt es sich bei der Richtungsableitung einer Funktion {\displaystyle f\colon U\to \mathbb {R} } ({\displaystyle U\subset \mathbb {R} ^{n}} offen) im Punkt {\displaystyle a\in U} in Richtung des Vektors {\displaystyle v=(v_{1},\ldots ,v_{n})\in \mathbb {R} } um den Grenzwert
{\displaystyle {\frac {\partial f}{\partial v}}(a):=\lim _{h\to 0}{\frac {f(a+hv)-f(a)}{h}}},
falls dieser existiert. Die Richtungsableitung lässt sich ggf. mithilfe der partiellen Ableitungen berechnen. Ist nämlich {\displaystyle f} in {\displaystyle a} (total) differenzierbar, so gilt
{\displaystyle {\frac {\partial f}{\partial v}}(a)={\frac {\partial f}{\partial x_{1}}}(a)v_{1}+\cdots +{\frac {\partial f}{\partial x_{n}}}(a)v_{n}}.

### Verallgemeinerung auf vektorwertige Funktionen
Sei {\displaystyle U\subset \mathbb {R} ^{n}} offen, {\displaystyle (X,||\cdot ||)} ein normierter Raum und {\displaystyle f\colon U\rightarrow X} eine Funktion. Die partielle Ableitung von {\displaystyle f} nach der {\displaystyle i}-ten Variable {\displaystyle x_{i}} in {\displaystyle a\in U} ist dann (wie für {\displaystyle X=\mathbb {R} }) definiert als
{\displaystyle {\frac {\partial f}{\partial x_{i}}}(a):=\lim _{h\to 0}{\frac {f(a+he_{i})-f(a)}{h}},}
falls dieser Grenzwert, der bzgl. der Norm {\displaystyle ||\cdot ||} auf {\displaystyle X} aufgefasst werden muss, existiert.
Ist {\displaystyle \dim(X)<\infty } so ist die Wahl der Norm beliebig, da in endlich-dimensionalen Vektorräumen alle Normen äquivalent sind. Vor allem die Fälle {\displaystyle X=\mathbb {K} ^{n}} und {\displaystyle X=\mathbb {K} ^{m\times n}} (versehen mit einer beliebigen Norm) sind von besonderem Interesse. Hierbei wurde die übliche Notation {\displaystyle \mathbb {K} =\mathbb {R} } oder {\displaystyle \mathbb {K} =\mathbb {C} } verwendet.
Auch höhere Ableitungen lassen sich analog auf {\displaystyle X} verallgemeinern.

### Verallgemeinerung auf Matrixfunktion
Sei {\displaystyle U\subset \mathbb {R} ^{m\times n}} offen und {\displaystyle (X,||\cdot ||)} ein normierter Raum und {\displaystyle f\colon U\rightarrow X} eine Funktion. Sei weiterhin ein Element {\displaystyle A=(a_{ij})\in U} gegeben. Seien {\displaystyle i,j\in \mathbb {N} } mit {\displaystyle 1\leq i\leq m} und {\displaystyle 1\leq j\leq n} dann nennt man den Grenzwert
{\displaystyle {\frac {\partial f}{\partial a_{ij}}}(A):=\lim _{h\to 0}{\frac {f(A+he_{i}e_{j}^{T})-f(A)}{h}}=\left.{\frac {\partial f(A+he_{i}e_{j}^{T})}{\partial h}}\right|_{h=0}}
die partielle Ableitung von {\displaystyle f} nach {\displaystyle a_{ij}} im Punkt {\displaystyle A}, falls dieser in {\displaystyle (X,||\cdot ||)} existiert. {\displaystyle f} heißt in diesem Fall partiell differenzierbar an der Stelle {\displaystyle A}. Hierbei werden die Basisvektoren {\displaystyle e_{i}\in \mathbb {R} ^{m},e_{j}\in \mathbb {R} ^{n}} als Spaltenvektoren aufgefasst und entsprechend sind alle Koeffizienten der Matrix {\displaystyle H_{ij}:=e_{i}e_{j}^{T}\in \mathbb {R} ^{m\times n}} gleich {\displaystyle 0} außer dem Koeffizient {\displaystyle \left(H_{ij}\right)_{ij}=1}.
Identifiziert man die offenen Menge {\displaystyle U\subset \mathbb {R} ^{m\times n}} mit einer offenen Menge {\displaystyle {\tilde {U}}\subset \mathbb {R} ^{m\cdot n}} und {\displaystyle f\colon U\rightarrow X} durch eine Funktion  {\displaystyle {\tilde {f}}\colon {\tilde {U}}\rightarrow X}, so lassen sich alle Regeln für partielle Ableitungen von {\displaystyle {\tilde {f}}} auf {\displaystyle f} übertragen. So lassen sich auch hier beispielsweise höhere partielle Ableitungen bilden und es gelten die oben stehenden Sätze und Eigenschaften.